# AOLServer
Веб-сервер разработанный в NaviSoft как «NaviServer», но выкупленный в 1995 году AOL, которая начала распространять его как freeware. В 1999 году версия 3.0 AOLserver'а выпущена как открытое программное обеспечение.
Это многопоточный веб-сервер со встроенным скриптовым языком Tcl. Часто используется совместно с CMS/CMF OpenACS написанной на Tcl/XOTcl. Ключевые особенности этого веб-сервера: многопоточность (которая появилась в Apache только начиная с версии 2.0), встроенный скриптовый язык (в роли которого выступает Tcl) и поддержка постоянного соединения с SQL-сервером.
В феврале 2005 был создан форк ветки 4.10 AOLServer, который, как и первоначальная разработка NaviSoft получил название NaviServer.